# Masataka Nomura
Masataka Nomura (født 29. juni 1991) er en japansk fodboldspiller, som spiller for den japanske fodboldklub Roasso Kumamoto.